# Phobetes uniformis
Phobetes uniformis là một loài tò vò trong họ Ichneumonidae.